# Suberites australiensis
Suberites australiensis är en svampdjursart som beskrevs av Patricia R. Bergquist 1968. Suberites australiensis ingår i släktet Suberites och familjen Suberitidae. Inga underarter finns listade i Catalogue of Life.